# Cimetière nouveau de la Guillotière
Cet article court présente un sujet plus développé dans : Cimetières de la Guillotière.
Le cimetière nouveau de la Guillotière est le plus récent des deux cimetières de la Guillotière en France. Il est le plus au sud des deux.

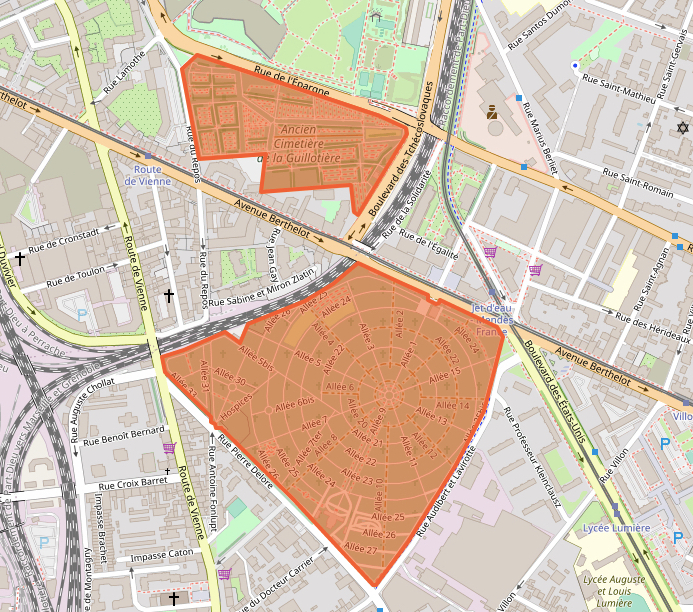
En orange, le cimetière ancien au nord, le cimetière nouveau au sud.

## Monuments
- Monument aux morts italiens de Lyon
- Crématorium de Lyon
- Monument aux morts de la guerre franco-allemande de la Guillotière